# Macaca sylvanus
Macaca sylvanus là một loài động vật có vú trong họ Cercopithecidae, bộ Linh trưởng. Loài này được Linnaeus mô tả năm 1758.
Đây là loài Macaca duy nhất có phạm vi phân bố ngoài châu Á và với dấu vết đuôi của chúng. Loài này được tìm thấy tại dãy núi Atlas ở Algeria và Morocco cùng với một dân số nhỏ mà đã được du nhập từ Morocco đến Gibraltar, khỉ Barbary là một trong những loài khỉ Cựu thế giới nổi bật nhất.

## Hình ảnh

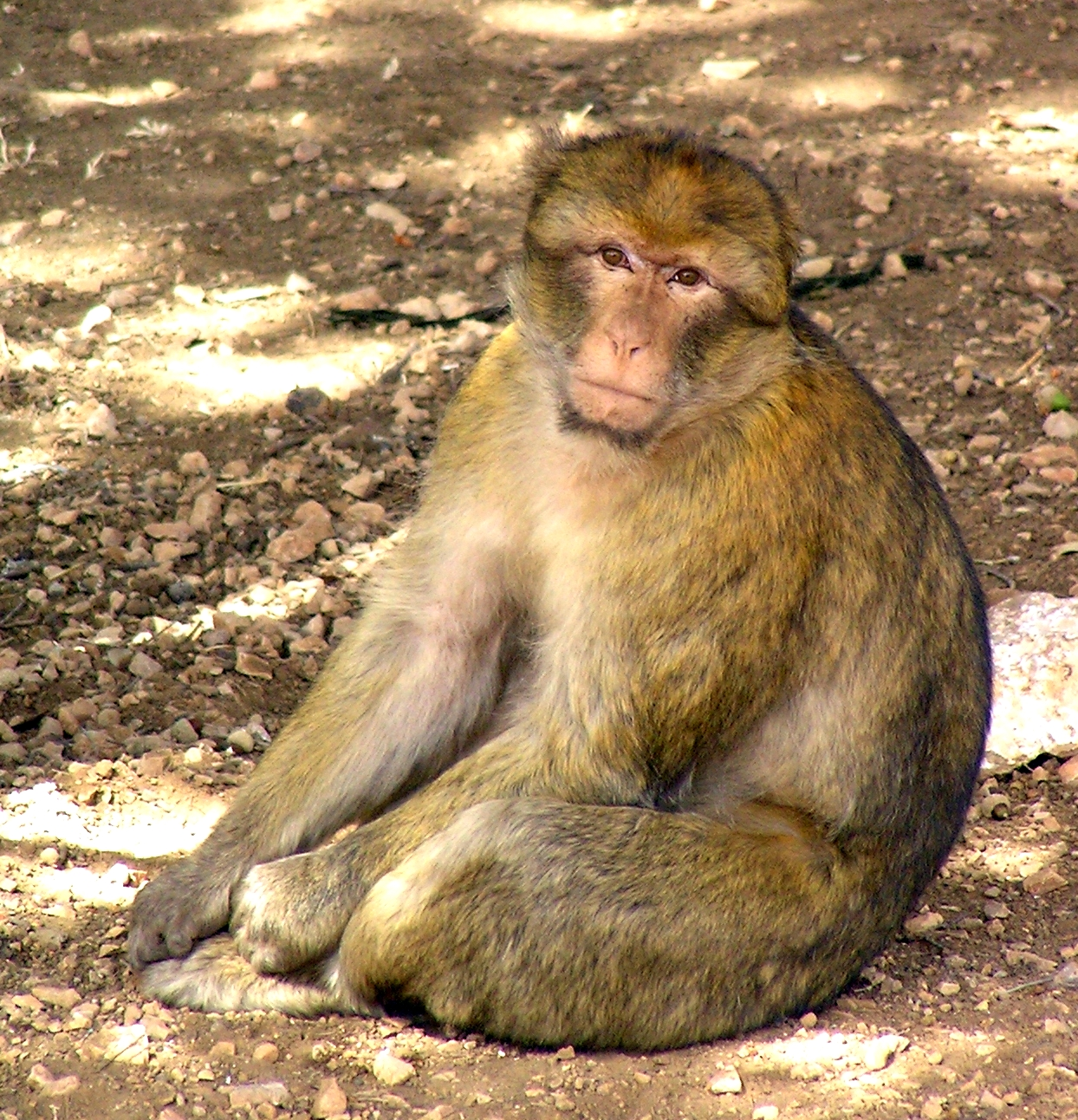
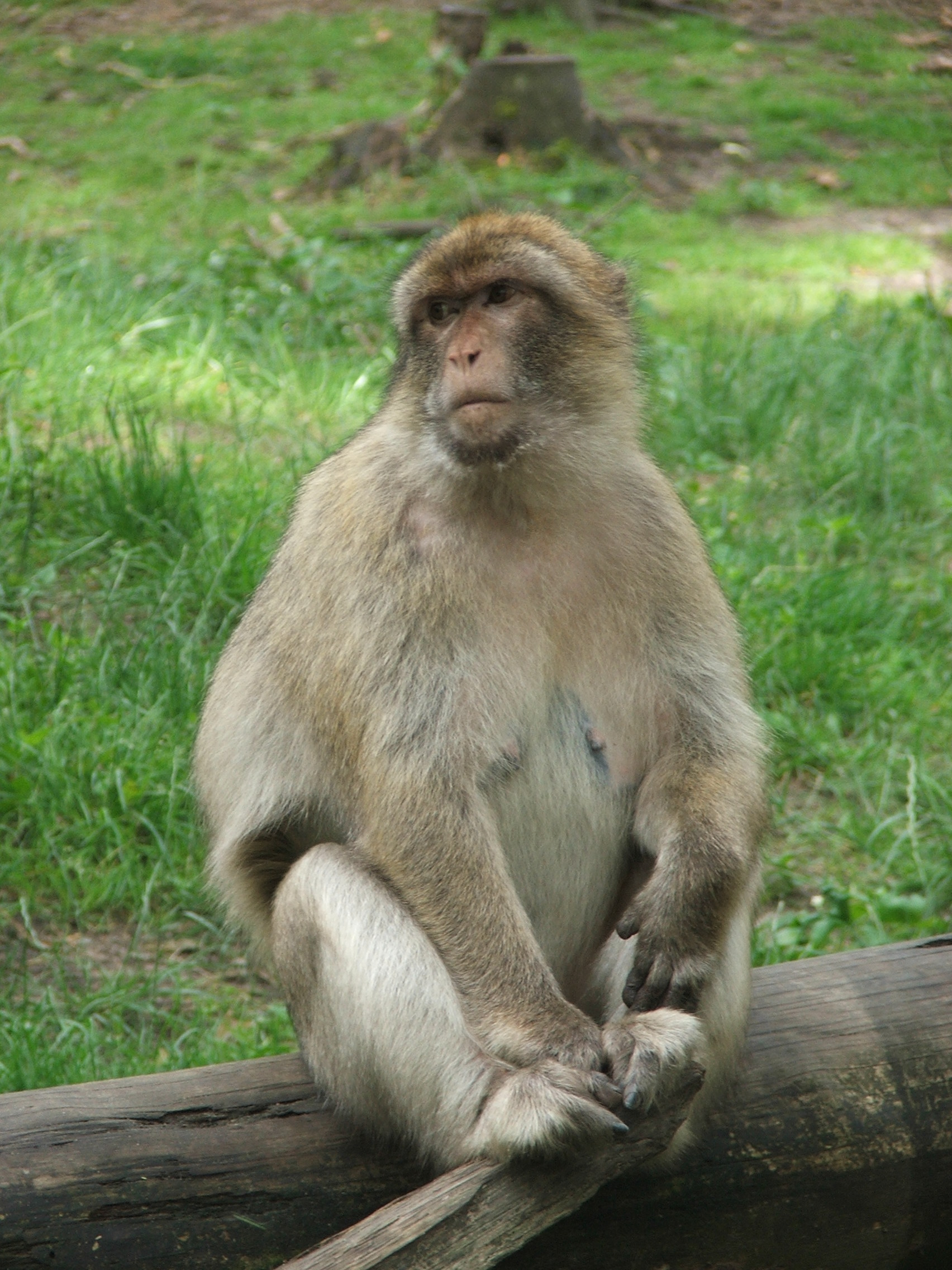
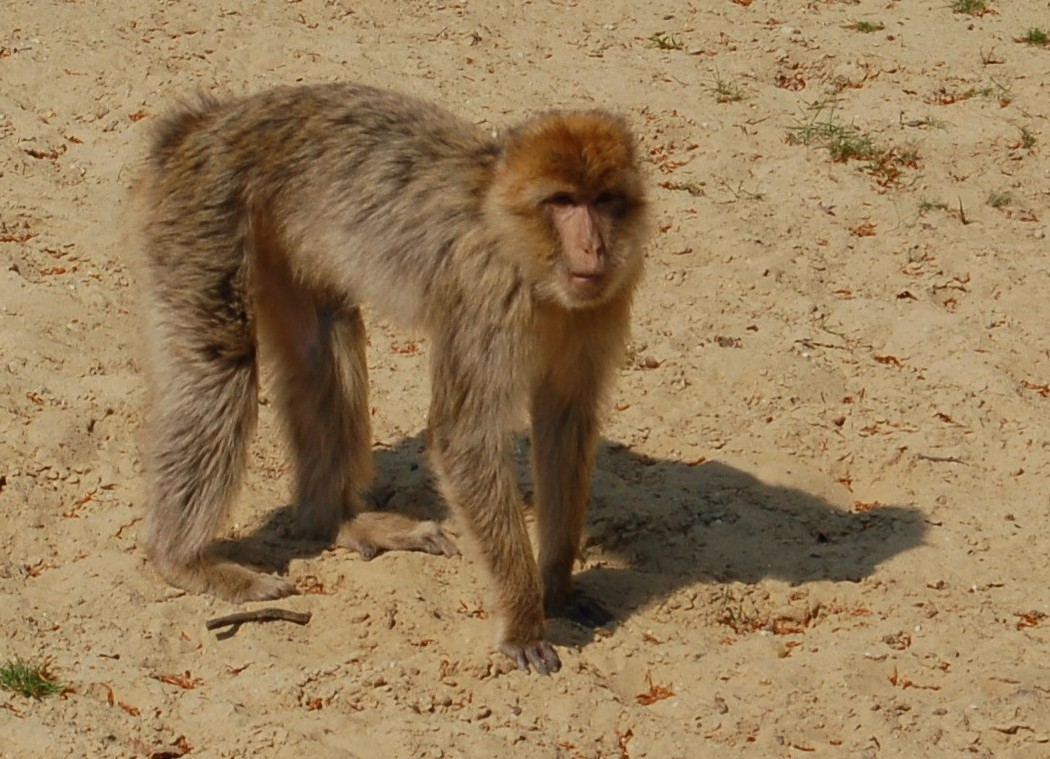
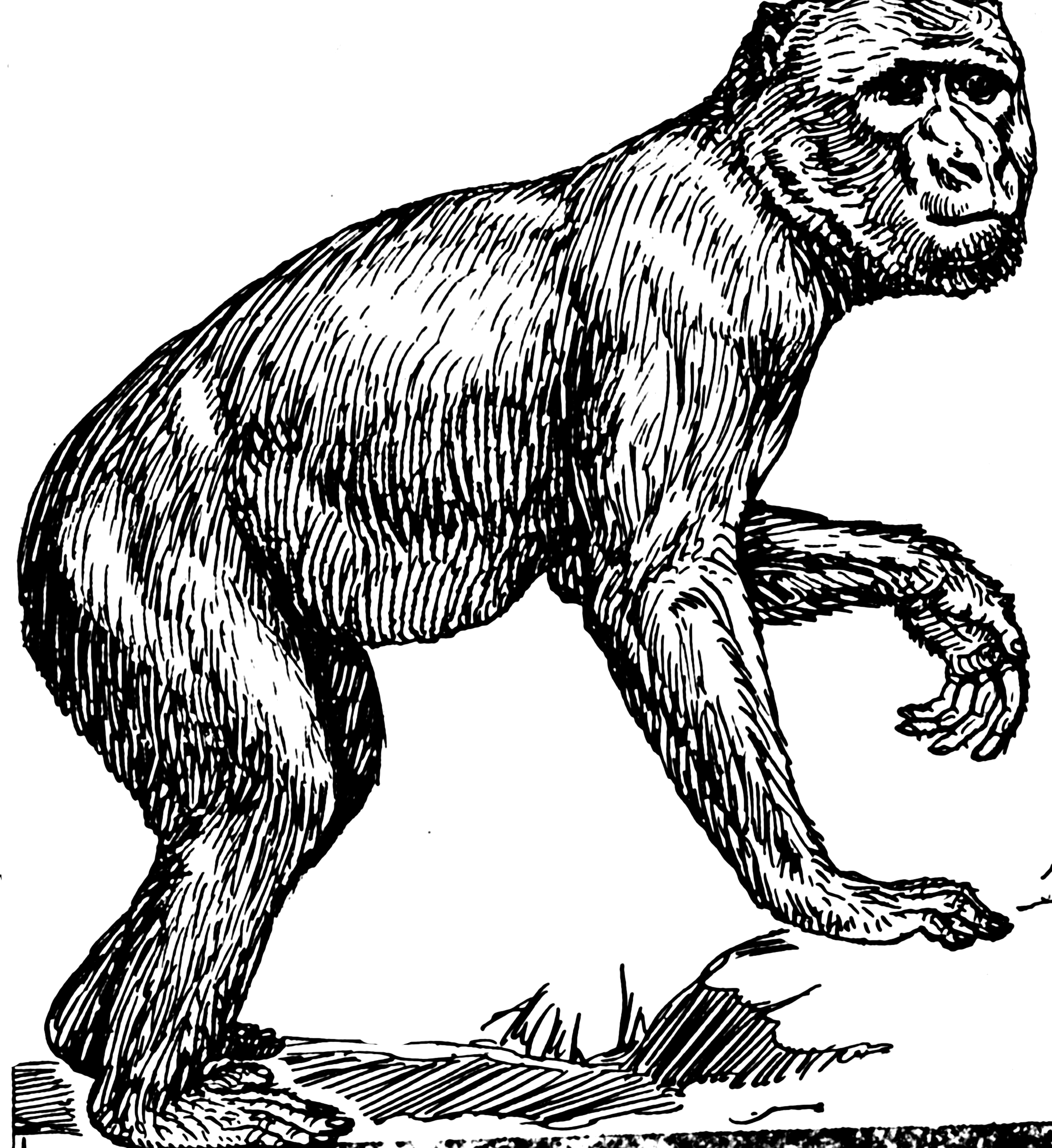